# Ctenus scenicus
Ctenus scenicus este o specie de păianjeni din genul Ctenus, familia Ctenidae, descrisă de Caporiacco, 1947.
Este endemică în Guyana. Conform Catalogue of Life specia Ctenus scenicus nu are subspecii cunoscute.